# Грей (единица)
Вижте пояснителната страница за други значения на Грей.
Грей (Gy) е единица за измерване на погълната доза йонизиращо лъчение, приета в системата SI. Наречена е в чест на британския физик Луис Харолд Грей (1905 – 1965).

## Определение и формула
Приетата доза е равна на един грей, ако в резултат на поглъщането (приемането) на йонизираща радиация веществото е получило (абсорбирало) един джаул енергия за килограм:
{\displaystyle 1\ \mathrm {Gy} =1\ {\frac {\mathrm {J} }{\mathrm {kg} }}=1\ \mathrm {m} ^{2}\cdot \mathrm {s} ^{-2}}

## Описание
Грей, подобно на единицата сиверт, се използва за измерване на количеството приета радиация. Доза от порядъка на 10 – 20 Gy, поета наведнъж, е смъртоносна за човека. Това се равнява на около 750 – 1500 джаула, отнасящи се до възрастен човек с тегло 75 kg. В медицинската практика се използва кратната единица милигрей (mGy), тъй като основната единица е прекалено голяма. Една рентгенова снимка например облъчва човека с 1,4 mGy.

## Превръщания
- 1 Gy ≈ 100,185 R (рентгена)
- 1 Gy = 100 рада